# Kalmanczai Pál
Kalmanczai Pál (Magyarország, 1674. október 28. – 1701 után) a jezsuita rend tagja, áldozópap és tanár.

## Élete
1690-ben lépett a jezsuita rendbe és Kassán az ékesszólást és költészetet tanította. 1701-ben Nagyszombatban kilépett a rendből. További sorsa ismeretlen. Egy munkája jelent meg nyomtatásban.

## Munkája
- Flores verni e sanctiori tricolli Hungariae viridario lecti. Carmen. Leutschoviae, 1699.